# 継鹿尾
継鹿尾（つがお）は、愛知県犬山市の地名。

## 地理

### 河川・池沼
- 木曽川

### 交通
- 愛知県道185号栗栖犬山線
- 尾張パークウェイ

### 施設
- 寂光院
- 御嶽神社
- 犬山国際ユースホステル

## 歴史

### 地名の由来
『尾張国地名考』によれば、樛（つが）之岡が略されたものという。

### 沿革
- 南北朝時代 - 尾張国丹羽郡に「継鹿尾」の地名がみえる[1]。
- 江戸時代 - 尾張国丹羽郡継鹿尾村として所在[1]。
- 1889年（明治22年） - 善師野村大字継鹿尾となる[1]。
- 1906年（明治39年） - 城東村大字継鹿尾となる[1]。
- 1954年（昭和29年） - 犬山市大字継鹿尾となる[1]。

### WEB
1. ↑  “読み仮名データの促音・拗音を小書きで表記するもの(zip形式) 愛知県” (zip).   日本郵便 (2024年2月29日). 2024年3月26日閲覧。
2. ↑  “市外局番の一覧” (PDF).   総務省 (2022年3月1日). 2022年3月22日閲覧。
3. ↑  “ナンバープレートについて”.   一般社団法人愛知県自動車会議所. 2024年1月21日閲覧。

### 書籍
1. 1 2 3 4 5 6  「角川日本地名大辞典」編纂委員会 1989, p. 840.